# Lycenchelys wilkesi
Lycenchelys wilkesi és una espècie de peix de la família dels zoàrcids i de l'ordre dels perciformes.

## Morfologia
- Les femelles poden assolir 24,9 cm de longitud total.[4]

## Hàbitat
És un peix marí i d'aigües profundes que viu entre 1.113-1.153 m de fondària.

## Distribució geogràfica
Es troba a l'oceà Antàrtic.

## Observacions
És inofensiu per als humans.